# Варикозне розширення вен стравоходу
Варикозне розширення вен стравоходу, варикоз вен стравоходу - це надзвичайно розширені підслизові вени в нижній третині стравоходу.  Найчастіше вони є наслідком портальної гіпертензії , зазвичай через цироз печінки.  Люди з варикозним розширенням вен стравоходу мають великий ризик розвитку сильної кровотечі, яка без лікування може призвести до летального результату. Варикозне розширення вен стравоходу зазвичай діагностується за допомогою езофагогастродуоденоскопії. 

## Патогенез

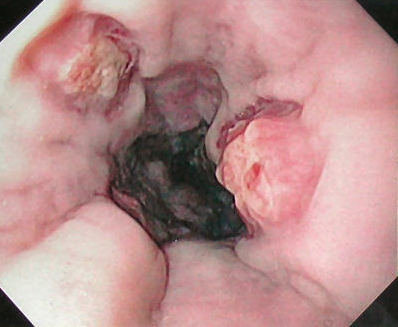
Варикозне розширення вен стравоходу через сім днів після перев'язки з виразкою на місці перев'язки

Венозний відтік з верхніх двох третин стравоходу відбувається через стравохідні вени, які несуть бідну на кисень кров із стравоходу до непарної вени, яка, у свою чергу, впадає безпосередньо у верхню порожнисту вену. Ці вени не беруть участі в розвитку варикозу стравоходу. Нижня третина стравоходу впадає в поверхневі вени, що вистилають слизову оболонку стравоходу, які впадають у ліву шлункову вену, яка, у свою чергу, впадає безпосередньо в ворітну вену. Ці поверхневі вени (зазвичай лише приблизно 1 мм в діаметрі) при портальній гіпертензії розтягуються на 1–2 см в діаметрі, тобто у 10 і більше разів.
Нормальний портальний тиск становить приблизно 9 мм рт. ст. порівняно з тиском у нижній порожнистій вені 2–6 мм рт.ст. Це створює нормальний градієнт тиску 3–7 мм рт.ст. Якщо портальний тиск підвищується вище 12 мм рт.ст., цей градієнт зростає до 7–10 мм рт.ст.  Градієнт більше 5 мм рт. ст. вважається портальною гіпертензією. При градієнтах більше 10 мм рт.ст., кров, що тече через портальну систему печінки, перенаправляється з печінки в ділянку з нижчим венозним тиском. Це означає, що в в нижній частині стравоходу, шлунку та прямій кишці розвивається колатеральний кровообіг. Дрібні кровоносні судини в цих ділянках розтягуються, стають тонкішими і проявляються як варикозне розширення вен.
У ситуаціях, коли портальний тиск збільшується, наприклад, при цирозі печінки, в анастомозах відбувається розширення вен, що призводить до варикозного розширення вен стравоходу.  Тромбоз селезінкової вени є рідкісним станом, який спричиняє варикозне розширення вен стравоходу без підвищеного тиску в портальній венах. Спленектомія може бути методом лікування кровотечі з варикозних вен стравоходу внаслідок тромбозу селезінкової вени.
Варикозне розширення вен також може утворюватися в інших частинах тіла, включаючи шлунок, дванадцятипалу кишку і пряму кишку. Лікування цих видів варикозу може відрізнятися. У деяких випадках шистосомоз також призводить до варикозного розширення вен стравоходу.

## Гістологія

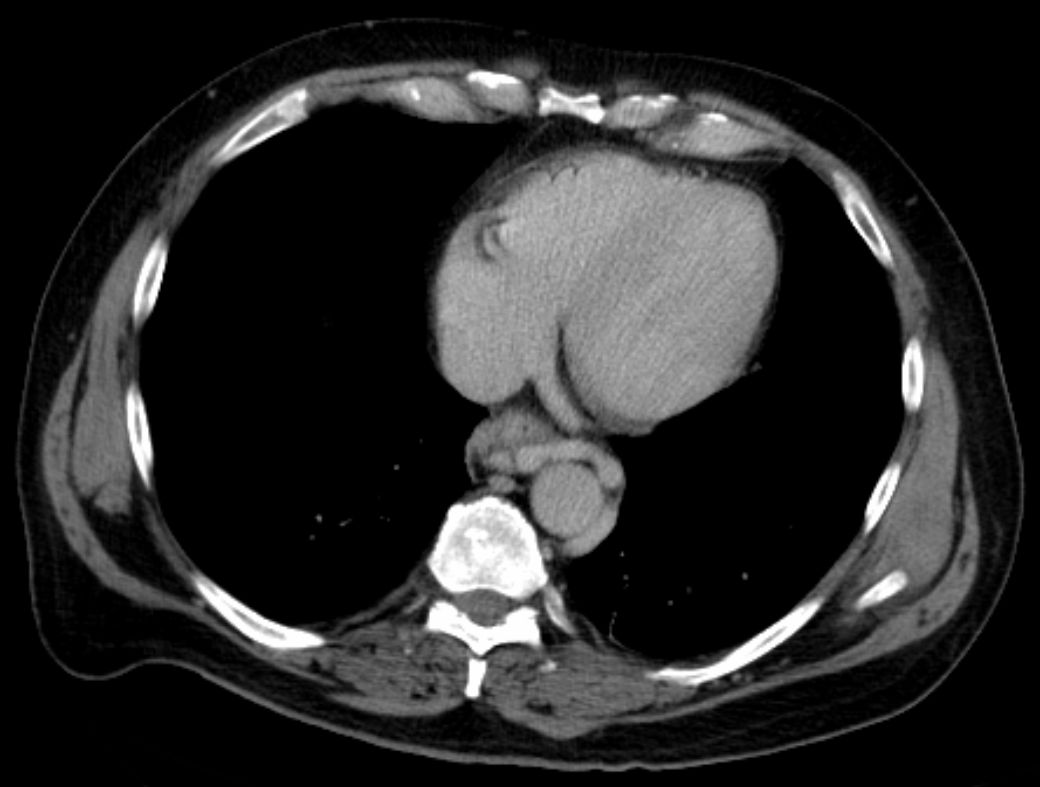
Аксіальна КТ, що показує варикозне розширення вен стравоходу при цирозі печінки з портальною гіпертензією

Розширені підслизові вени є найбільш помітною гістологічною ознакою варикозу стравоходу. Розширення підслизової оболонки призводить до підвищення слизової над навколишньою тканиною, що стає очевидним під час ендоскопії та є ключовою діагностичною ознакою. 
Ознаками недавньої варикозної кровотечі є некроз і виразка слизової оболонки. Ознаками варикозної кровотечі в минулому є запалення та венозний тромбоз.

## Профілактика

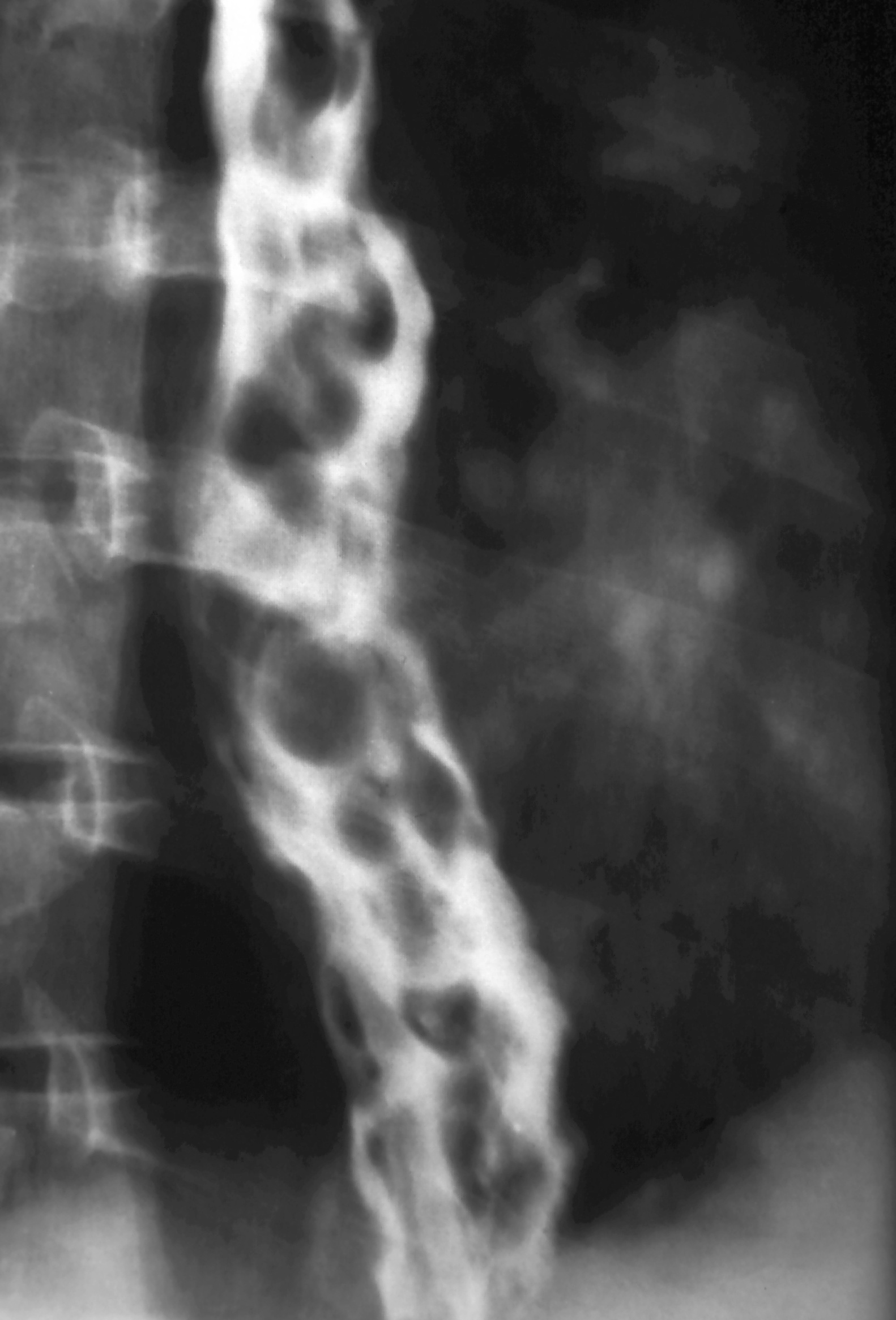
Рентгенографія людини з розширеним змієподібним варикозним розширенням вен стравоходу внаслідок легеневої гіпертензії

У деяких випадках люди з відомим варикозним розширенням вен повинні пройти лікування, щоб зменшити ризик кровотечі.  В якості вторинної профілактики кровотечі були досліджені неселективні β-блокатори (наприклад, пропранолол, тимолол або надолол) і нітрати (наприклад, ізосорбіду мононітрат). Неселективні β-блокатори (але не кардіоселективні β-блокатори, такі як атенолол ) є більш ефективними, оскільки вони зменшують як серцевий викид за допомогою β1-блокади, так і спланхнічний (черевний) кровотік шляхом блокування судинорозширювальних β2-рецепторів у спланхнічній судинній системі. Ефективність цього лікування була доведена рядом різних досліджень. 
Однак неселективні β-блокатори не запобігають утворенню варикозного розширення вен стравоходу. 
Якщо існують медичні протипоказання до бета-блокаторів, наприклад серйозна реактивна хвороба дихальних шляхів, то лікування часто виконується за допомогою профілактичного ендоскопічного перев'язування вен стравоходу. 

## Лікування
Варикозне розширення вен стравоходу може призвести до сильної кровотечі з верхніх відділів шлунково-кишкового тракту. У екстрених ситуаціях допомога спрямована на зупинку крововтрати, підтримку об’єму плазми, корекцію порушень згортання крові, викликаних цирозом, і відповідне застосування антибіотиків, таких як хінолони або цефтріаксон. Відновлення об’єму крові слід проводити негайно та обережно. Метою має бути гемодинамічна стабільність і рівень гемоглобіну понад 8 г/дл. Відновлення всієї втраченої крові призводить до збільшення портального тиску, що призводить до погіршення кровотечі. Відновлення об’єму також може погіршити асцит. 
Терапевтична ендоскопія вважається основою невідкладного лікування. Двома основними терапевтичними підходами є перев'язування (лігування) варикозних вен і склеротерапія.
У випадках рефрактерної кровотечі може знадобитися балонна тампонада за допомогою трубки Сенгстакена–Блекмора або використання повністю закритого стравохідного саморозширюваного металевого стента, як правило, для подальшої ендоскопії або лікування основної причини кровотечі (портальної гіпертензії). Операції деваскуляризації стравоходу, такі як операція Sugiura, також можуть бути використані для зупинки ускладненої кровотечі. Методи лікування портальної гіпертензії включають: створення трансюгулярного внутрішньопечінкового портосистемного шунта (TIPS), процедуру дистального спленоренального шунтування або трансплантацію печінки.
Якщо людина не може їсти більше чотирьох днів необхідна харчувальна підтримка. 
Також використовується терліпресин і октреотид протягом одного-п’яти днів. 